# Абдельазіз Белхадем
Абдельазіз Белхадем (араб. عبد العزيز بلخادم) (нар. 8 листопада 1945 ) — алжирський політик. Займав пост голови уряду країни у 2006 — 2008 роках. Генеральний секретар партії ФНВ.